# Christoph van Teuffenbach

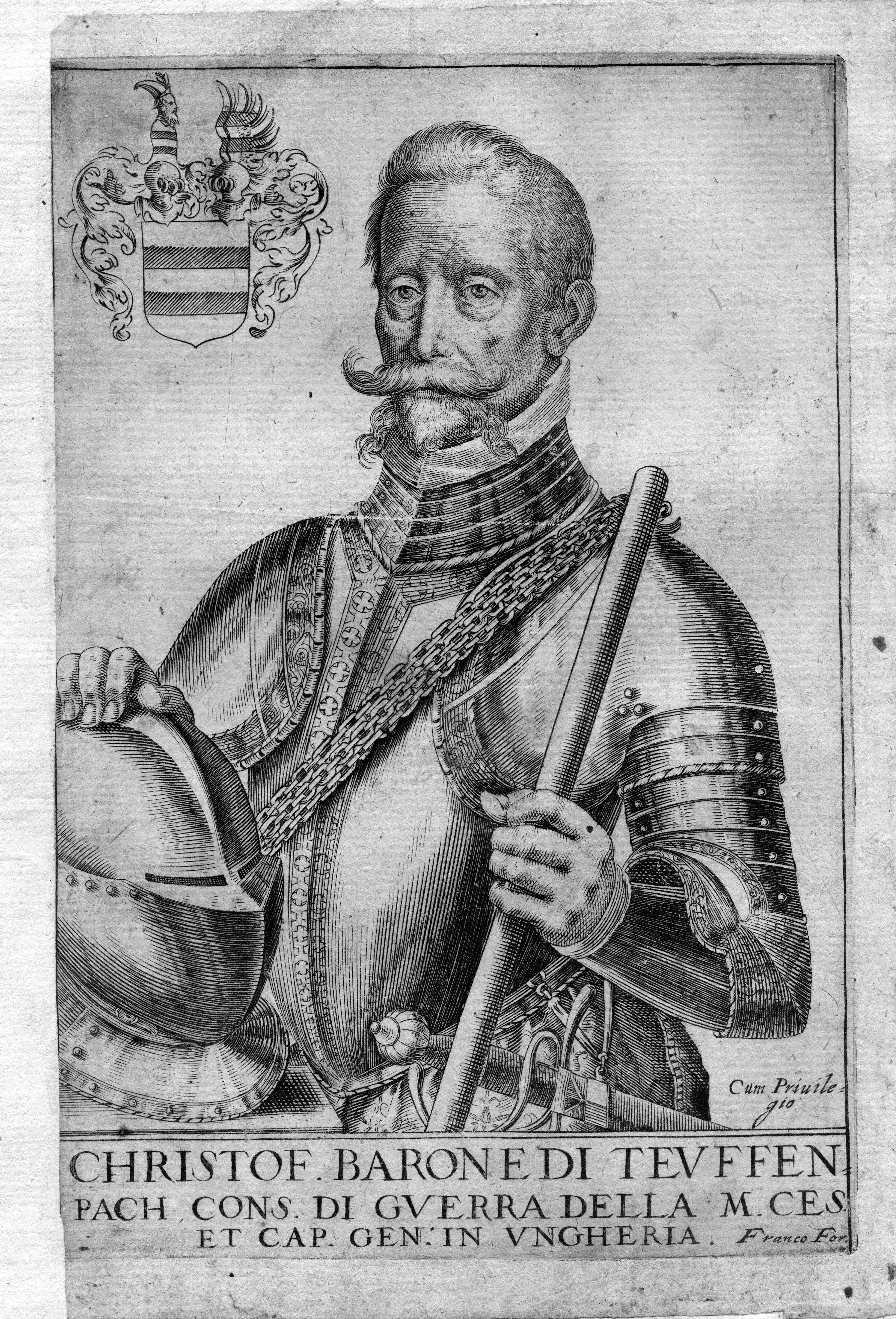

Christoph baron van Teuffenbach (voor 1550 - 1598) was een edelman en diplomaat uit het Heilig Roomse Rijk.

## Biografie
Christoph van Teuffenbach stamde uit een van belangrijkste adellijke geslachten uit Stiermarken. In 1565 diende hij onder Lazarus van Schwendi in Hongarije. Als diplomaat werd hij op verschillende buitenlandse missies gezonden. Hij onderhandelde in 1568 de wapenstilstand van Adrianopel tussen het Heilig Roomse Rijk en het Ottomaanse Rijk, tijdens de Vijftienjarige Oorlog. Tussen 1593 en 1596 voerde hij namens de Habsburgse keizer het bevel in Hongarije.